# Абумуслимов, Сайд-Хасан Сайд-Магомедович
Сайд-Хаса́н Саид-Магомедович Абумусли́мов (род. 1 февраля 1953, Казахская ССР) — чеченский государственный, политический и общественный деятель. Историк, писатель, публицист. Один из руководителей самопровозглашённой Чеченской Республики Ичкерия.

## Биография
Родился в 1953 году в Казахской ССР, чеченец по национальности.

### Образование
В 1974—1975 годах учился на подготовительном отделении исторического факультета МГУ им. Ломоносова.
В 1974—1981 годах — студент исторического факультета МГУ.
В 1982—1985 годах учился в аспирантуре экономического факультета МГУ (Кафедра истории народного хозяйства и экономических учений). Кандидат экономических наук, тема диссертации — «Развитие сельского хозяйства Чечено-Ингушетии в 1920-1930-е годы».
Владеет чеченским, русским и немецким языками.

### Преподавательская деятельность
В 1990—1994 годах читал лекции по истории в ЧГУ.

### Общественно-политическая деятельность в Чечне
С начала 1980-х годов участвовал в распространении самиздата в ЧИАССР, в том числе трудов А. Г. Авторханова и «Архипелага ГУЛАГа» А. И. Солженицина.
Один из учредителей общества «Барт» («Согласие», 1989), на базе которого в мае 1990 года была создана « Вайнахская демократическая партия». Был депутатом Парламента и участвовал в заседании Парламента Чеченской республики, принявшего 12 марта 1992 года Конституцию непризнанной Чеченской Республики (ЧРИ). Во время президентства Яндарбиева (1996—1997), занимал должность вице-президента. В августе 1996 года подписал Хасавюртовские соглашения. Во время президентства Масхадова участвовал в российско-чеченских переговорах по политико-правовому урегулированию российско-чеченских отношений.

### Эмиграция
После начала второй чеченской войны по поручению президента Чечни Аслана Масхадова в качестве его личного представителя выехал для участия в Саммита ОБСЕ в Стамбуле с последующей политической работой в странах Европы.
С тех пор проживал в Турции, в Азербайджане, затем в Германии. С ноября 1999 года по март 2005 года являлся Уполномоченным ЧРИ по расследованию преступлений «российского великодержавного шовинизма против чеченского и других кавказских народов».
Противник создания Кавказского эмирата, продолжает выступать за воссоздание независимого демократического чеченского государства.
Сторонник независимости Северного Кавказа в форме конфедерации.